# 青森市スポーツ会館
青森市スポーツ会館（あおもりしスポーツかいかん）は、青森県青森市にある複合スポーツ施設。
命名権が導入されており2024年（令和6年）7月からスポンサーがオカモト（北海道帯広市）となり「オカでんアリーナ」が当施設を指す呼称となる。

## 概要
2002年12月14日に開館。スポーツネット青森が指定管理者として管理する。過去にはカーリング日本代表チームのチーム青森が活動の拠点としていた。近隣には青森市民プールや青森市営野球場（合浦公園内）がある。
2007年10月、 日本オリンピック委員会はカーリング競技強化センターに認定した。
2014年4月から命名権が導入され「みちぎんドリームスタジアム」が当施設を指す呼称となっていた（命名権の契約期間は更新後2024年3月31日満了）。

## 施設
- 1階
  - 屋内グラウンド
  - レパード玉熊・展示物
  - レスリング場 1面
  - 多目的運動場 観覧席：112席・車椅子4席 2階：160席・車椅子3席
- 2階
  - 柔道場 2面 観覧席：86席・車椅子2席
  - 剣道場 2面 観覧席：82席・車椅子2席
- 3階
  - 弓道場 観覧席：64席・車椅子2席
- 屋外
  - 多目的広場

## カーリング場
多目的運動場は冬季に4シートからなるカーリング場となる。現在は通年でカーリング場として利用できる。日本では数少ない専用の屋内施設。総務省・文部科学省の「スポーツ拠点づくり推進事業」に選定された全国高等学校カーリング選手権大会が毎年開催されている。

## レパード玉熊・展示物
青森が生んだ元WBA世界フライ級チャンピオン、レパード玉熊の世界チャンピオンのトロフィー、日本チャンピオントロフィー、ガウン、ボクサーパンツ、荒川区民栄誉賞、青森市民栄誉賞などが1階に展示されている。

## 多目的広場
屋外にある芝グラウンドで主にサッカー関係に使用されている。青森市社会人サッカーリーグの試合、JFA公認指導者ライセンス講習会、キッズフェスティバル、少年サッカー大会、中学校レベルのサッカー大会、青森県ユースサッカーリーグ1部・2部入れ替え戦、プリンスリーグU-18東北入れ替え戦、高校サッカー青森県2次予選で使われている。ラインメール青森FCが東北社会人サッカーリーグに属していた頃はホーム戦会場に使用していた。ラグビーにも使用されることがある。

## 主な大会
- 2003年2月、2003年アジア冬季競技大会のカーリング競技
- 2003年11月、第13回パシフィックカーリング選手権大会
- 2006年3月、第23回日本カーリング選手権大会 (女子)
- 2007年3月、2007年世界女子カーリング選手権大会の練習会場（競技会場は青森県営スケート場）。
- 2009年2月、第26回日本カーリング選手権大会
- 2012年2月、第29回日本カーリング選手権大会
- 2016年2月、第33回日本カーリング選手権大会[5]

## アクセス
- 国道4号 浪打交差点
- 青森市営バス 合浦町バス停…青森駅からC 造道・八重田線、E 東バイパス線、G 明の星通り線の各線
- 青森市市バス スポーツ会館前バス停…青森駅から青柳線 県立中央病院前行
- 弘南バス合浦町バス停…青森営業所行き